# Nokia 1011
A Nokia 1011 volt az első tömeggyártású GSM mobiltelefon, melyet a finn Nokia gyártott. A típusszám a bemutatás napjára, 1992. november 10-re utal. 
A készülék fekete színben volt elérhető, méretei 195×60×45 mm, tömege 475 gramm, azaz csaknem fél kiló. Kijelzője monokróm volt és kihúzható antennával rendelkezett. A memória 99 név tárolására volt képes. Ezen még nem található meg a jellegzetes Nokia-csengőhang: ezt csak 1994-ben kezdték el használni, legelőször a 2010 és 2110-es modelleken. A modell a 900 MHz-es frekvencián működött. Nikkel–kadmium akkumulátora csak másfél órányi beszélgetést és fél napos készenlétet biztosított. Monokróm, kétsoros pontmátrixos kijelzővel rendelkezett. A készülék már SMS küldésére és fogadására is alkalmas volt, melyre a konkurens gyártók készülékei csak később váltak alkalmassá.
1994-ig gyártották, utódjául a Nokia 2010 modellt szánták. Az AEG Teleport D950 néven gyártotta a másolatát.